# Olios suavis
Olios suavis là một loài nhện trong họ Sparassidae.
Loài này thuộc chi Olios. Olios suavis được Octavius Pickard-Cambridge miêu tả năm 1876.